# Беррард (затока)
49°18′15″ пн. ш. 123°12′56″ зх. д. / 49.304166666667° пн. ш. 123.21555555556° зх. д.
Затока Беррард  (Halkomelem  фр. Baie Burrard) — відносно мілкий фіорд на північному заході Нижнього материка, Британська Колумбія, Канада. Утворений під час останнього льодовикового періоду, який відокремлює місто Ванкувер і решту низинного півострова Беррард на півдні від прибережних схилів гір Норт-Шор, які охоплюють Західний Ванкувер і місто й округ Північний Ванкувер на півночі.
Затока Беррард відкривається на захід у протоку Джорджія між мисами Аткінсон і Грей. Центральний півострів Ванкувера виступає на північний захід у затоку, розділяючи її на широку зовнішню затоку Беррард на заході та подовжену внутрішню затоку Беррард на сході. Південно-східна частина зовнішньої затоки є відкритою затокою, відомою як Англійська затока, яка має вузьку східну затоку під назвою Фолс-Крік. Потім внутрішня затока розширюється до гавані Ванкувер, де розташований порт Ванкувера, найбільший порт Канади.
На східному кінці гавані затока Беррард знову звужується до 350 м ширини протоки між Бернабі-Хайтс і гирлом річки Сеймур, відома як Секунда Нарроуз, через яку проходять Меморіальний міст Айронворкерс і Другий залізничний міст. Після другого звуження вона знову розширюється і продовжує рух на схід до мису біля Доллартона, де розпадається на два рукави. Довший рукав, відомий як Індійський рукав, простягається на північ між горою Сеймур і Орлиною горою, доки не зустрічається з дельтами гирла річки Індіан. Коротший рукав, відомий як рукав Порт-Муді або затока Муді, тягнеться далі на схід ще на 6 км, повз 320 м протоку (перетинається лише повітряними лініями електропередач) між горою Бернабі та скелями регіонального парку Белькарра. Порт-Муді-Рам майже повністю охоплений містом Порт-Муді.

## Історія
Те, що зараз відоме як затока Беррард, було домом для корінних народів, серед яких племена мускуам, скваміш і тслейл-ватут, які проживали на цій території протягом тисячоліть. У 1791 році перші європейські дослідники регіону Хуан Карраско та Хосе Марія Нарваес, які плавали під наказом Франсіско де Елізи, увійшли в західну частину затоки на своєму кораблі «Санта Сатурніна». Їм не вдалося знайти річку Фрейзер, помилково прийнявши низовину дельти річки як головну вхідну точку моря, яку вони назвали Canal de Floridablanca.  Це призвело до однієї з головних цілей експедиції Діонісіо Алькала Гальяно 1792 року, яка полягала в тому, щоб визначити точну природу каналу Флоридабланка. Галіано провів багато днів, досліджуючи загальну територію, зрозумівши, що там є велика річка, і побачивши саму затоку Беррард 19 червня 1792 року. Буквально через кілька днів капітан Джордж Ванкувер знову назвав бухту на честь свого друга і колишнього товариша по кораблю, капітана Гаррі Беррарда Ніла.   :33
У 1888 році затока була описана у The British Columbia Pilot, опублікованій Британським адміралтейством, наступним чином.
1. ↑  səl̓ilw̓ət (Sleilwaut) - Burrard Inlet/Indian Arm (Tsleil-Waututh) - The Bill Reid Centre - Simon Fraser University. www.sfu.ca. Процитовано 12 червня 2021.
2. ↑  Kendrick, John (1990). The Voyage of Sutil and Mexicana, 1792: The last Spanish exploration of the Northwest Coast of America. Spokane, Washington: The Arthur H. Clark Company. с. 19. ISBN 0-87062-203-X.
3. ↑  Bartroli, Thomas. Genesis of Vancouver City. Vancouver: (Self-published). 1997
4. ↑  Akrigg, G.P.V.; Akrigg, Helen B. (1986), British Columbia Place Names (вид. 3rd, 1997), Vancouver: UBC Press, ISBN 0-7748-0636-2

## Географія

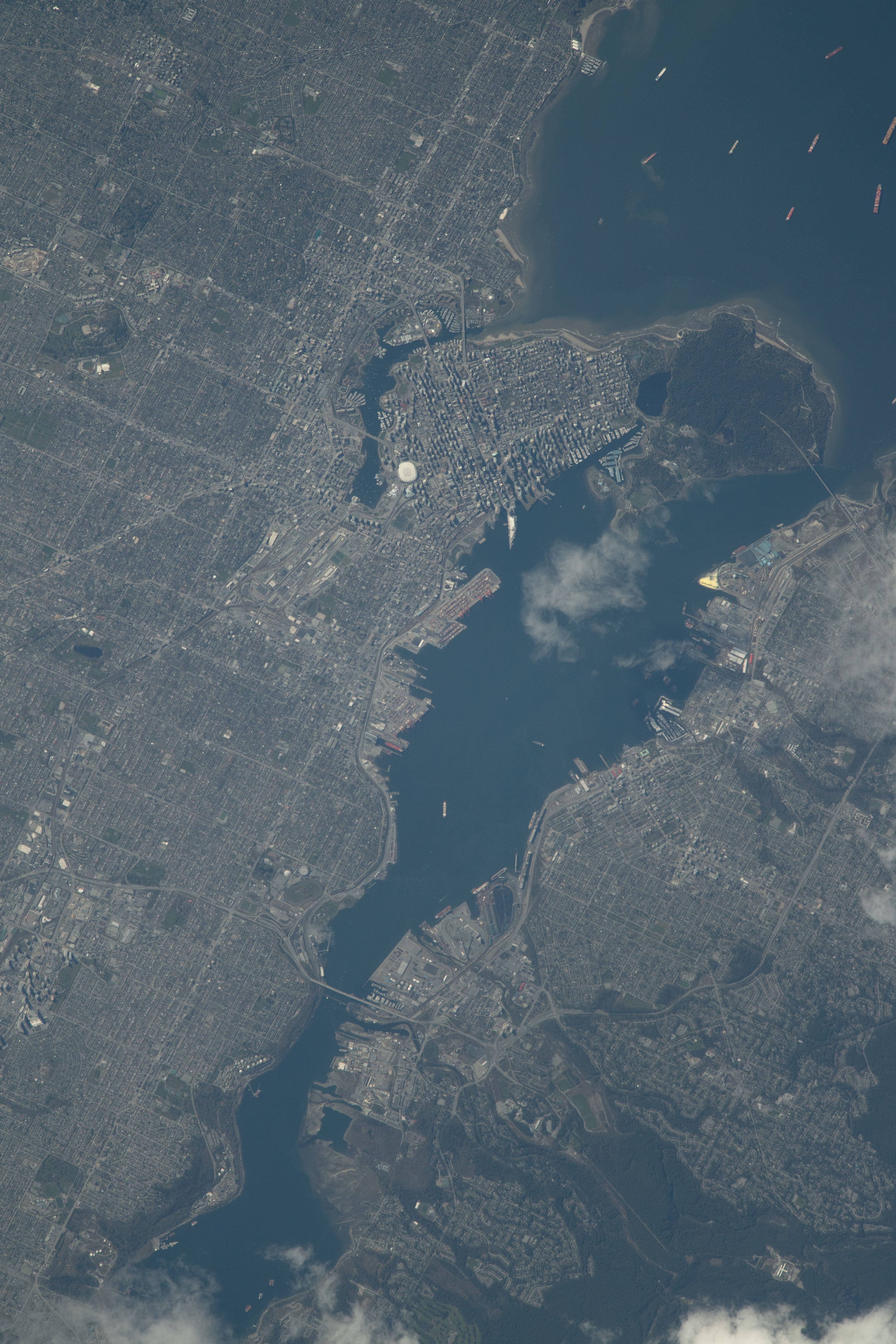
Частина Зовнішньої гавані (верхня частина), яка поширюється на частину Центральної гавані (нижня зона) 5 квітня 2022 року. Знято з Міжнародної космічної станції під час Експедиції 67 ; північ орієнтований праворуч і трохи вниз.

Затока проходить майже прямо на схід від протоки Джорджії до Порт-Муді. Приблизно на двох третинах шляху на схід від гирла затоки крутий Індійський рукав відгалужується на північ між Белькаррою та Діп-Коув у Тихоокеанські хребти.
Біля гирла затоки невелика ділянка затоки вздовж вигнутої ділянки півострова Беррард називається Англійською затокою. Від Англійської затоки невелика затока під назвою Фолс-Крік відгалужується на схід і розрізає півострів.

### Ступінь
Протяжність затоки Беррард визначається як лінія між Пойнт-Аткінсон і Пойнт-Грей на заході, кінцем рукава Порт-Муді на сході та верхівкою Індіан-рука на півночі.  Затока близько 31 км завдовжки від протоки Джорджія до Порт-Муді, або близько 44 км від протоки Джорджія до голови Індійського рукава.

## Населені пункти
Поселення на берегах затоки Беррард включають Ванкувер, Західний Ванкувер, Північний Ванкувер, Бернабі та Порт-Муді. Через три мости: Перший вузький міст (він же міст Левиних воріт) (побудований у 1930-х роках), Другий вузький переїзд Меморіалу металургів (1960) і залізничний міст CNR (1969) на Другому вузькому мосту, а також пасажирський пором SeaBus. вхідний отвір. За винятком того, що знаходиться на схід від гирла затоки (де вона включає Англійську затоку), вона найширша (близько 3 км) між першою та другою вузькими вулицями, також найбільш завантаженою частиною порту Ванкувера.

## Порт Ванкувер

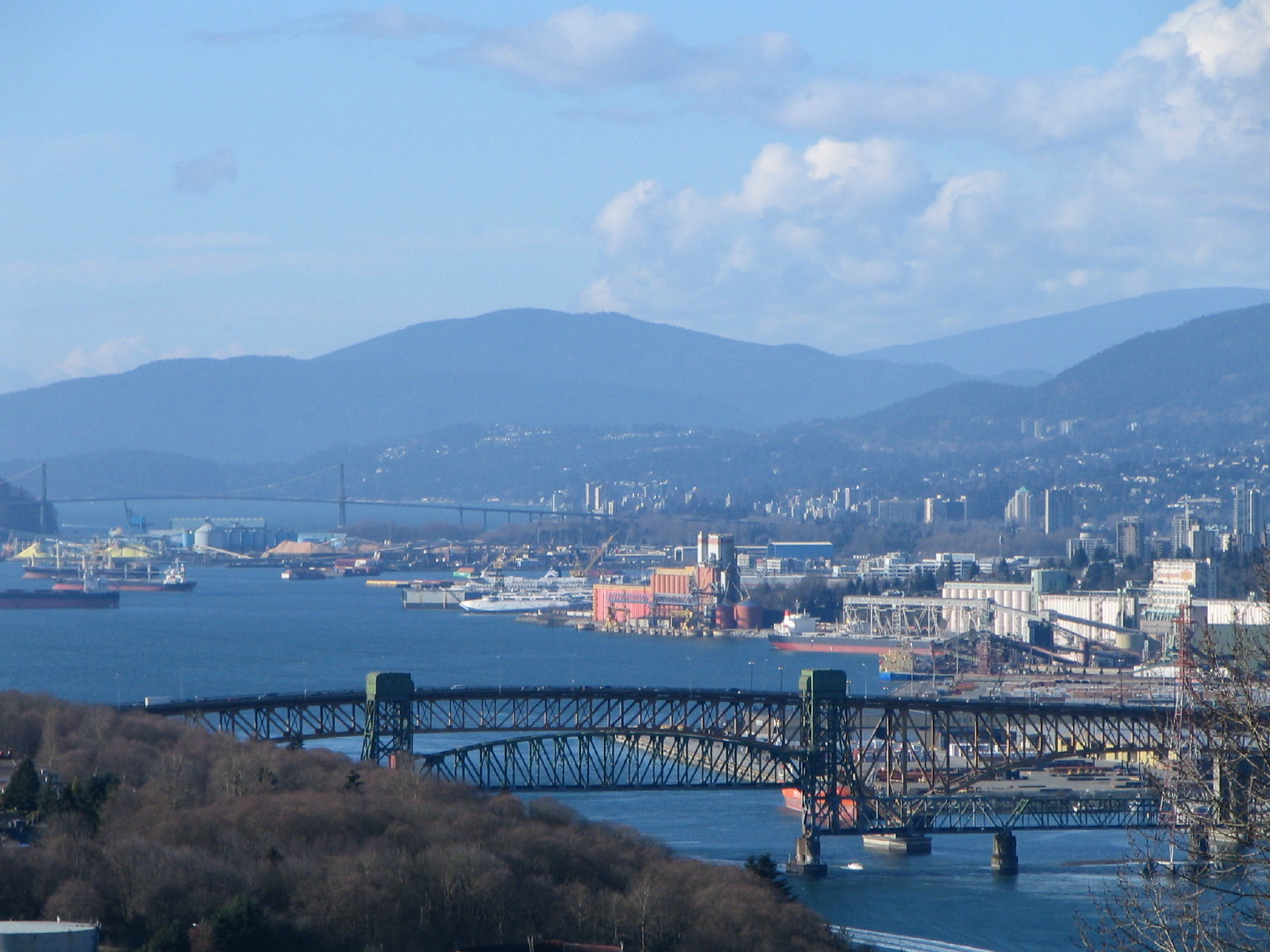
Затока Беррард і Меморіальний міст металургів другого вузького типу, вид на захід від Капітолійського пагорба в Бернабі

Спокійні води затоки Беррард, захищені від відкритого океану, утворюють основну портову зону Ванкувера, чудову для великих океанських кораблів. У той час як частина берегової лінії є житловою та комерційною, більша частина є портово-промисловою, включаючи залізничні станції, термінали для контейнерних і наливних вантажів, зернові елеватори та (до східного кінця) нафтопереробні заводи. Вантажники, які очікують на завантаження або вивантаження вантажів у вході, часто стають на якір в Англійській затоці, яка розташована на південь від гирла входу і відокремлена від нього центральним півостровом Ванкувера та парком Стенлі.
На головній затоці кілька парків залишаються лісовими, як і століття тому, але круті схили Індійського рукава настільки непрохідні, що більшість з них не забудувалися, незважаючи на близькість такого великого міста. Лише у 2003 році було завершено пішохідну стежку в пустелі навколо всього Індійського рукава, і це була робота однієї людини протягом багатьох років. 

## Основні переходи
Основні перетини затоки Беррард із заходу на схід:
- Міст Левині ворота
- Морський автобус
- Меморіал металургів Друга вузька переправа, або
  - Другий вузький міст

## Зовнішні посилання
- Аерофотознімки Ванкувера 2002 року, включаючи кілька видів затоки Беррард та її берегів

1. ↑  BC Geographical Names. apps.gov.bc.ca. Архів оригіналу за 3 березня 2016.
2. ↑  Charles Montgomery (Oct 2001). The Blazer. Western Living Magazine. Архів оригіналу за 27 лютого 2007. [Архівовано 2007-02-27 у Wayback Machine.]